# Cepora celebensis
Cepora celebensis is een vlindersoort uit de familie van de Pieridae (witjes), onderfamilie Pierinae.
Cepora celebensis werd in 1892 beschreven door Rothschild.